# 조계사 대웅전 후불탱화
조계사 대웅전 후불탱화(曺溪寺 大雄殿 後佛幀畵)는 서울특별시 종로구, 조계사에 있는 탱화이다. 2000년 7월 15일 서울특별시의 유형문화재 제125호로 지정되었다.

## 개요
탱화란 액자나 족자 형태로 만들어 법당에 걸 수 있게 만든 불교그림이다. 조계사 대웅전의 불상 뒤에 마련된 이 탱화는 앞에 모신 불상(석가불)을 보고 그린 것으로, 화면 가운데에 큼직한 석가불을 두고, 그 좌우로 4보살과 2제자를, 주위에는 2천과 4천을 배치하였다. 석가가 영취산에서 설법하는 모습을 그린 영산회상도로, 구도가 뛰어나고 인물의 형태가 개성있게 표현되었다. 수채화에 가까운 부드러운 필치로 채색을 하였으며, 특히 엷은색 계열의 처리가 독특하면서도 뛰어나다.
이 그림의 작가는 근대 불교 미술작가 가운데 유명했던 김일섭 선생으로, 그가 남긴 작품 가운데 20세기 초를 대표한다 할 만큼 걸작으로 꼽고 있다. 또한 당시의 최고 승려들이 주축이 되어 봉안하였기 때문에 당시 조계사의 위상에 걸맞는 제작 배경을 지니고 있기도 하다.
일제 치하에서 모든 종단이 뜻을 합쳐 불사를 일으켜 만든 불화라는 점과 근대의 대표작가 김일섭 선생의 작품이라는 점에서 커다란 역사적 가치를 지니고 있다.

## 같이 보기
- 김일섭

## 참고 자료
- 조계사 석가불도 - 국가유산청 국가유산포털